# Baljuwschap Douai
Het baljuwschap Douai was een van de 25 bestuurlijke onderdelen van het graafschap Vlaanderen. Het gebied komt tegenwoordig ongeveer overeen met het arrondissement Douai in Frankrijk.

## Geschiedenis
Het gebied ontstond ergens na 931 uit de samenvoeging van:
- Douai en Lécluse, het westelijke kwartier van de voormalige gouw Oosterbant
- Orchies en Marchiennes, het zuidelijke kwartier van de voormalige gouw Pévèle

In de nasleep van de Vlaamse Opstand (1297-1305) moest Vlaanderen Douai – inclusief Orchies, dat soms onterecht beschouwd wordt als een afzonderlijk gebied – afstaan aan het kroondomein van de koning van Frankrijk, op grond van het Verdrag van Pontoise (1312). Samen met de kasselrij Rijsel en het Doornikse vormde Douai een Franse uitloper tussen het graafschap Vlaanderen en het graafschap Henegouwen. Deze situatie bestond slechts een halve eeuw; in 1369 keerden Douai en Rijsel terug naar Vlaanderen, ter gelegenheid van het huwelijk tussen Margaretha van Male en Filips de Stoute.
Douai behoorde opnieuw 300 jaar tot het graafschap Vlaanderen, totdat de Spaanse Nederlanden te maken kregen met de expansie-oorlogen van Lodewijk XIV van Frankrijk. Gedurende de Devolutieoorlog gaf het garnizoen zich zonder veel strijd over aan het Franse leger (1667). Afgezien van een kortstondige bezetting (1710–1713) in de Spaanse Successieoorlog, bleven de stad en het bijhorende baljuwschap in Frans bezit. Uiteindelijk werd het baljuwschap opgeheven in het kader van de Franse Revolutie.

## Heersers
Vermoedelijk stelde de graaf van Vlaanderen aanvankelijk een burggraaf aan te Douai, om de grafelijke functies in zijn plaats uit te oefenen. In elk geval gingen deze functies ten laatste in de 13e eeuw over op een baljuw, die door de graaf benoemd en betaald werd.
De nakomelingen van de voormalige heersers bleven een tijdlang de naam de Douai voeren. Later namen twee takken van deze adellijke familie een nieuwe naam aan:
- d'Auberchicourt
- d'Oisy

Onder deze afstammelingen werd de kreet Douai! gebruikt als een slagzin. Deze uitroep is voor het eerst bekend bij Baudouin d'Auberchicourt.
De twee adellijke takken voerden de volgende wapenschilden, die dus mogelijk tijdelijk gefungeerd hadden als symbool van hun bezit Douai:

Wapen toegeschreven aan de dynastie Auberchicourt.
Wapen toegeschreven aan de dynastie Oisy (in feite van het huis van Heilly, heren van Nieuwpoort).

Aalst · Belle · Bergues · Beveren · Bourbourg · Bornem · het Brugse Vrije · Dendermonde · Doel · Doornik · Douai ·
 Gent · Ieper · Kassel · Ketenisse · Kortrijk · Oudenaarde · Rijsel · Saeftinghe · Veurne · de Vier Ambachten · Waas